# Ropalodontus strandi
Ropalodontus strandi är en skalbaggsart som beskrevs av Lohse 1969. Ropalodontus strandi ingår i släktet Ropalodontus, och familjen trädsvampborrare. Arten är reproducerande i Sverige.